# Anchorage Daily News
Pour les articles homonymes, voir ADN (homonymie).
Anchorage Daily News (ADN) est un quotidien distribué dans la ville d'Anchorage en Alaska, aux États-Unis.